# Đại Thế Chí

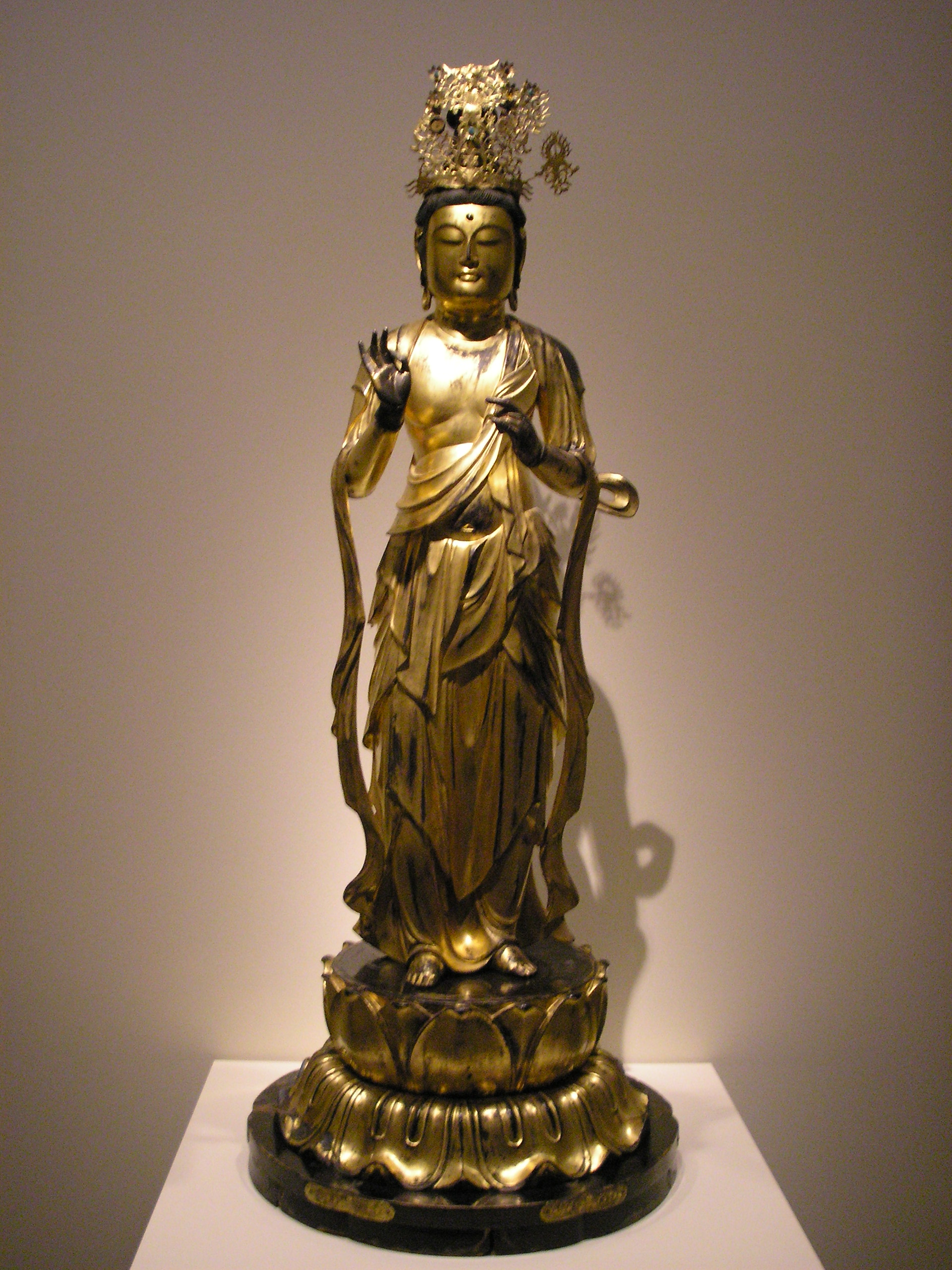
Tượng Đại Thế Chí Bồ tát, Nhật Bản.

Đại Thế Chí Bồ Tát (chữ Hán: 大勢至菩薩, tiếng Phạn: महास्थामप्राप्त/ Mahāsthāmaprāpta) hay Đắc Đại Thế Bồ Tát (chữ Hán: 得大勢菩薩) là một vị Đại Bồ tát thể hiện ánh sáng trí tuệ trong Phật giáo Đại Thừa, là bậc đại sĩ trợ tuyên chánh pháp cho Đức Phật A Di Đà ở Tây phương Cực Lạc.

## Hồng danh và tiền thân
Đại Thế Chí Bồ Tát còn được gọi là Đắc Đại Thế Bồ tát, Đại Tinh Tấn Bồ tát, Vô Biên Quang Bồ tát, Linh Cát Bồ tát,... hay vắn tắt là Thế Chí.
Ngài là vị Bồ tát thường dùng ánh sáng trí tuệ chiếu khắp mọi loài, khiến chúng sanh mười phương thế giới thoát khổ đau, thành tựu đạo quả Bồ đề. Đắc Đại Thế Bồ tát vì Bồ tát có hạnh nguyện đại hùng đại lực đại từ bi, dùng hạnh nguyện này để trụ trong Ta bà thế giới, điều phục và tiếp độ chúng sanh cang cường.
Trong Kinh Đại Bi Liên Hoa (Kinh Bi Hoa), tiền thân của Đại Thế Chí Bồ Tát là Ni-ma vương tử, người con thứ hai của Chuyển luân vương Vô Tránh Niệm (sau này là Đức Phật A Di Đà). Bồ tát được Phật Bảo Tạng thọ ký rằng, trong đời vị lai vô lượng vô biên kiếp, sau khi Đức Phật Biến Xuất Nhất Thiết Công Đức Sơn Vương Như Lai nhập Niết-bàn (tức Quán Thế Âm Bồ Tát thành Phật trong đời vị lai), Đại Thế Chí Bồ tát sẽ thay ngài tiếp quản chánh pháp và thế giới phương tây, thành Phật hiệu là Thiện Trụ Trân Bảo Sơn Vương Như Lai, Ứng cúng, Chánh biến tri, Minh hạnh túc, Thiện thệ, Thế gian giải, Vô thượng sĩ, Điều ngự trượng phu, Thiên nhân sư, Phật, Thế Tôn.

## Biểu tượng và hình ảnh
Kinh Quán Thế Âm Bồ tát thụ kí (Đại 12, 353 hạ) nói: "Tây phương cách đây trăm nghìn ức cõi; có Phật hiệu là A Di Đà Như Lai, Ứng cúng, Chính biến tri, hiện đang nói pháp. Đức Phật ấy có 2 vị Bồ tát, một là Quán Thế Âm, hai là Đại Thế Chí". Đức Phật A Di Đà là Giáo chủ của thế giới Cực Lạc phương tây, Bồ tát Quán Thế Âm và Bồ tát Đại Thế Chí là 2 vị thị giả giúp Phật A Di Đà trong việc giáo hóa chúng sinh, vì thế được gọi là Tây Phương Tam Thánh.
Trong bức tranh vẽ "Tây Phương Tam Thánh", Bồ Tát Đại Thế Chí cầm cành hoa sen màu xanh đứng bên tay phải Đức Phật A Di Đà, bên tay trái là Bồ Tát Quán Thế Âm cầm nhành dương liễu và bình tịnh thủy.
Theo kinh Quán Vô Lượng Thọ, Bồ tát thân cao tám mươi muôn ức na do tha do tuần, da màu vàng tử kim, trong thiên quang của Bồ tát có 500 hoa báu, mỗi một hoa báu có 500 đài báu, trong mỗi đài đều hiện quốc độ tịnh diệu của mười phương chư Phật, nhục kế như hoa Bát đầu ma, giữa nhục kế có một bình báu, khác hình tượng Quan Thế Âm Bồ tát.
Theo phẩm A-lợi-đa-la-đà-la-ni-a-lỗ-lực, hai Bồ tát đều toàn thân màu vàng, phóng hào quang trắng, tay phải cầm phất trần trắng, tay trái cầm hoa sen, thân hình Bồ tát Đại Thế Chí nhỏ hơn Quán Thế Âm.
Còn trong Hiện đồ mạn đồ la thai tạng giới của Mật tông, ngài là vị thứ hai ở phương trên trong viện Quan Âm, ngồi trên hoa sen đỏ, thân màu trắng, tay trái cầm hoa sen mới nở, tay phải co ba ngón giữa đặt trước ngực. Mật hiệu là Trì luân kim cương, hình Tam muội da là hoa sen mới nở.

## Trong Tây du ký
Trong Tây du ký, Linh Cát Bồ Tát xuất hiện 2 lần, lần thứ nhất thu phục yêu quái ở động Hoàng Phong, lần thứ hai cho Tôn Ngộ Không viên Định phong đan ở kiếp nạn Hỏa Diệm Sơn